# Il Piccolo

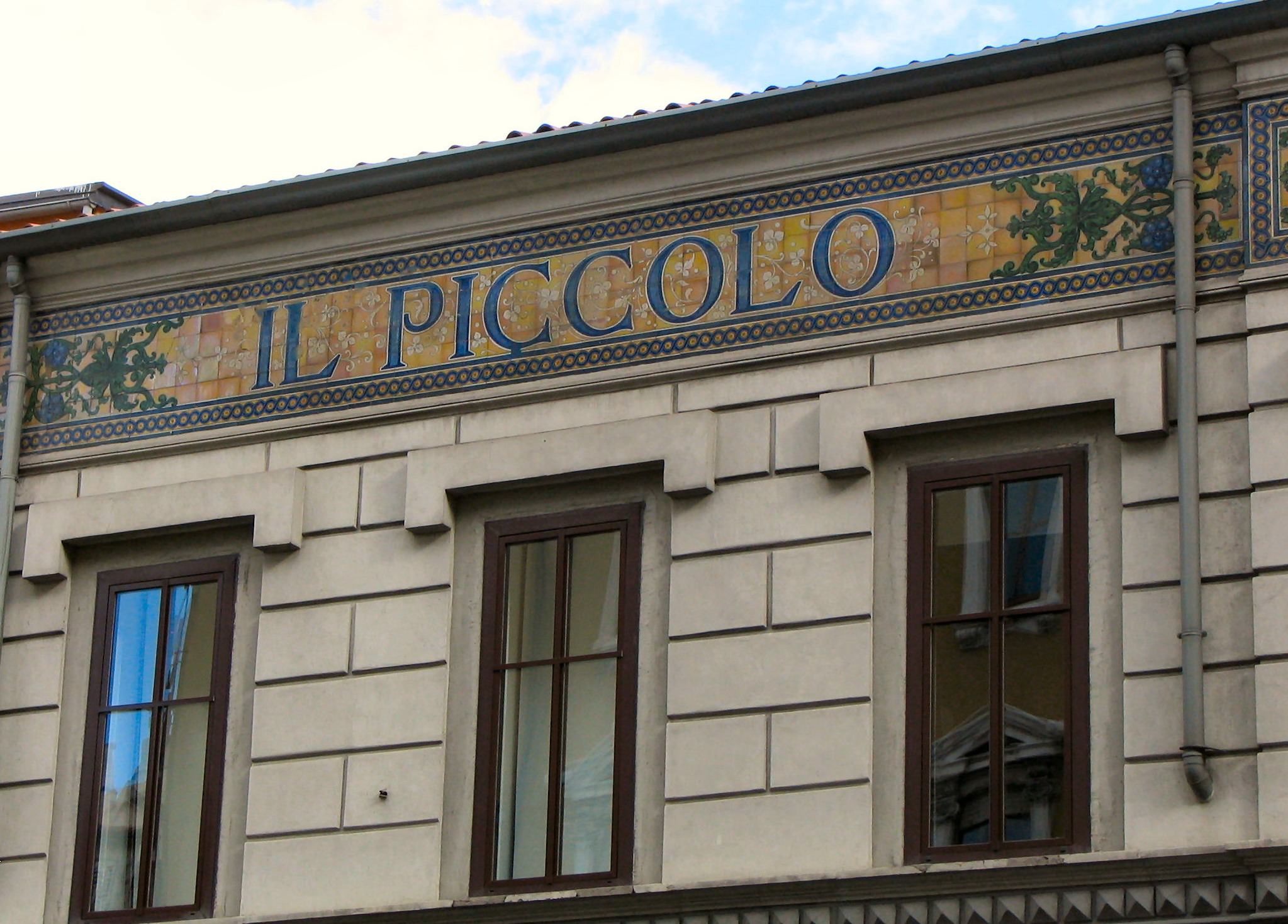
Der ehemalige Sitz von Il Piccolo in der Via Pellico

Il Piccolo ist eine italienische Tageszeitung mit Sitz in Triest.
Die Tageszeitung wurde im Jahr 1881 von Teodoro Mayer gegründet und ist am 29. Dezember desselben Jahres zum ersten Mal veröffentlicht worden. Trotz anfänglicher Schwierigkeiten erreichte das Tagesblatt am Ende des 19. Jahrhunderts eine bemerkenswert hohe Auflage. Um 1900 enthielten die Artikel zunehmend politische Themen, die insbesondere die Meinung des Irredentismus widerspiegelten. Die Auffassung und Ideologie der irredentistischen Bewegung wurden somit auch an Schichten mit niedrigerem Bildungsniveau weitergeben.
Politisch vertritt die Zeitung heute eine moderate linke Haltung, veröffentlicht teilweise hochwertigen Journalismus und gehört mit einer Auflage von 40.000 Stück zu den bedeutendsten Zeitungen der Region Friaul-Julisch Venetien, wird aber praktisch nur in der ehemaligen Provinz Triest verkauft.